# Dave Kushner
Dave Kushner (nació como David Kushner en 16 de noviembre de 1965 en Los Ángeles, California, Estados Unidos) es un guitarrista conocido principalmente por ser parte de la superbanda Velvet Revolver.

## Carrera
Kushner ha tocado en Wasted Youth, Hide With Spread Beaver, Infectious Grooves, Electric Love Hogs, Cyco Miko, Zilch y Loaded.
Kushner toca la guitarra y también el bajo. Por ejemplo en el álbum de Wasted Youth, Black Daze, lanzado en 1991, así como haciendo trabajo de guitarra, él también grabó las pistas de bajo. Kushner partió de la banda cerca de un año después.
No mucho después de salir de Wasted Youth, Kushner se unió a un proyecto alterno de los miembros de Suicidal Tendencies llamado "Infectious Grooves", Kushner tocó en el primero de sus cuatro álbumes The Plague That Makes Your Booty Move...It's the Infectious Grooves (1991).
Un año después en 1992, Kushner se instaló en Electric Love Hogs, y sacaron solo un álbum en la discográfica London Records. Estuvieron en tour con L.A. Guns en los Estados Unidos, y con Ugly Kid Joe en el Reino Unido. Después de estos tres años, Kushner volvió a Cyco Miko para el álbum Lost My Brain! (Once Again). También tocó en Danzig por nueve meses, pero solo participó en un concierto con ellos en Whisky a Go Go.
Kushner también apareció en el álbum de compilaciones de Suicidel Tendencies Friends & Family, Vol. 1, lanzado en noviembre de 1997.
En 1998, se unió a la banda de hard rock, Zilch, formada por la leyenda de rock japonesa Hide después de la ruptura de su anterior grupo; X Japan, la banda grabó su álbum debut, 3.2.1 y se prepararaba para un tour alrededor de los Estados Unidos abriéndole a Marilyn Manson. Pero después del lanzamiento de su álbum en Japón, Hide fue encontrado muerto en una habitación de hotel. Los miembros restantes de Zilch hicieron una cadena de tours con una variedad de artistas estadounidenses en Japón, como tributo al difunto cantante de la banda. Fue ahí cuando Kushner conoció a Duff McKagan, que estaba en tour en Japón con su banda Loaded.
En la primavera del 2000, Kushner se unió a Loaded, remplazando al guitarrista Mike Squires. Cuando Loaded tomó un descanso a finales del 2002, Duff empezó a trabajar en un proyecto que eventualmente se convertiría en Velvet Revolver, del cual Kushner sería parte, tocando guitarra rítmica desde diciembre de 2002.